# Лопес, Джулия
Джулия Луиза Лопес (англ. Julia Louise Lopez), урождённая Докерилл (англ. Dockerill; род. 4 июня 1984, Эссекс, Эссекс) — британский политический и государственный деятель, член Консервативной партии.

## Биография
8 июня 2017 года победила на парламентских выборах в округе Хорнчёрч и Апминстер на территории Лондона, набрав 60,2 % голосов. Основной из соперников, лейборист Роки Джилл (Rocky Gill), получил поддержку 26,8 % избирателей.
4 июля 2024 года консерваторы потерпели тяжёлое поражение на парламентских выборах
8 июля 2024 года при формировании теневого кабинета Риши Сунака назначена теневым министром культуры, средств массовой информации и спорта.
5 ноября 2024 года по завершении выборов нового лидера партии сформировано теневое правительство Кеми Баденок, в котором Джулия Лопес не получила министерского назначения и стала парламентским личным секретарём лидера оппозиции.
22 июля 2025 года в результате кадровых перемещений в теневом кабинете Баденок назначена теневым министром науки, инноваций и технологий после исключения из состава теневого кабинета Алана Мака.